# La Clarita
La Clarita é uma junta de governo da província de Entre Ríos, na Argentina.